# Тингштетте
Тингштетте (нем. Thingstätte — «Место тинга») — каменный амфитеатр на холме Хайлигенберг в городе Хайдельберг (северо-запад Баден-Вюртемберга, Германия).
Построен во времена нацистской Германии по проекту архитектора Германа Алькера для проведения нацистских собраний и театральных представлений в жанре тингшпиль. В послевоенное время объявлен памятником архитектуры и используется для различных мероприятий, празднований и концертов (в том числе неофициальных).

## История
В конце XIX — начале XX века в Германии зародилось культурно-образовательное Молодёжное движение, одной из характерных черт которого была идеализация древнегерманского и античного наследия. В рамках этого движения особую популярность приобрели театральные представления под открытым небом по сюжетам германских легенд и античных мифов. Этот жанр назывался «тингшпиль» — от названия древнегерманских родовых собраний «тинг».
Хотя и движение вообще, и жанр в частности не были изобретены национал-социалистами, после прихода НСДАП к власти строительство площадок для тингов на короткий срок приобрело большую популярность и щедрое финансирование в рамках Движения тингов. Было запланировано строительство до 400 таких сооружений, но возвести успели лишь около 60. Некоторые из них — как Тингштетте, спроектированный архитектором Германом Алькером — сохранились до сих пор.
Амфитеатр с 56 зрительскими рядами, поднимающимися по склону холма на 25 метров от сцены, мог вместить 20 000 посетителей и имел самое высокотехнологичное на тот момент театральное оборудование. Но полностью он был заполнен лишь один раз за весь период правления Гитлера — на церемонии открытия 22 июня 1935 года, которую провёл лично рейхсминистр пропаганды Йозеф Геббельс. В своей речи он сказал:

В этом монументальном строении мы придали живое пластическое и монументальное выражение нашему стилю и нашему взгляду на жизнь. […] Воистину, такие места — народные собрания нашего времени. […] Когда-нибудь наступит день, когда немецкий народ будет ходить сюда, чтобы ритуальными играми славить свою бессмертную новую жизнь.
Оригинальный текст (нем.)In diesem monumentalen Bau haben wir unserem Stil und unserer Lebensauffassung einen lebendigen plastischen und monumentalen Ausdruck gegeben. [...] Diese Stätten sind in Wirklichkeit die Landtage unserer Zeit. [...] Es wird einmal der Tag kommen, wo das deutsche Volk zu diesen steinernen Stätten wandelt, um sich auf ihnen in kultischen Spielen zu seinem unvergänglichen neuen Leben zu bekennen.

Считалось, что Тингштетте был построен на месте древнегерманского святилища, что вписывалось в нацистскую идеологическую концепцию «Кровь и почва» (предположительно, холм Хайлигенберг был местом религиозных жертвоприношений, в том числе человеческих, ещё в доисторические времена). Амфитеатр планировалось использовать главным образом для пропагандистских мероприятий и театральных постановок. Но вскоре национал-социалисты потеряли интерес к этого рода объектам, так как радиовещание оказалось более эффективным инструментом распространения пропаганды. До 1939 года во время солнцестояния в Тингштетте всё ещё проводились фестивали, а городской театр поставил драму Шиллера «Мессинская невеста». Однако уже во время Второй мировой войны амфитеатр практически не использовался.
В послевоенное время Тингштетте был почти заброшен, хотя иногда там всё же праздновались солнцестояния. Позже он стал использоваться для концертов под открытым небом — здесь выступали Андре Рьё, Удо Юргенс, Пласидо Доминго и Монсеррат Кабалье — хотя их организация была затруднена из-за недостатков инфраструктуры и неудобного доступа.
С 1980-х годов в ночь с 30 апреля на 1 мая здесь ежегодно проводились неофициальные празднования Вальпургиевой ночи. Без поддержки городских властей до 20 000 человек собирались в амфитеатре, оставляя после себя горы мусора. Программа таких празднований обычно включала в себя множество игр и представлений с огнём при отсутствии электрического освещения и какого-либо обеспечения пожарной безопасности. После нескольких несчастных случаев и лесных пожаров с 2017 года подобные стихийные мероприятия запрещены.

## Галерея

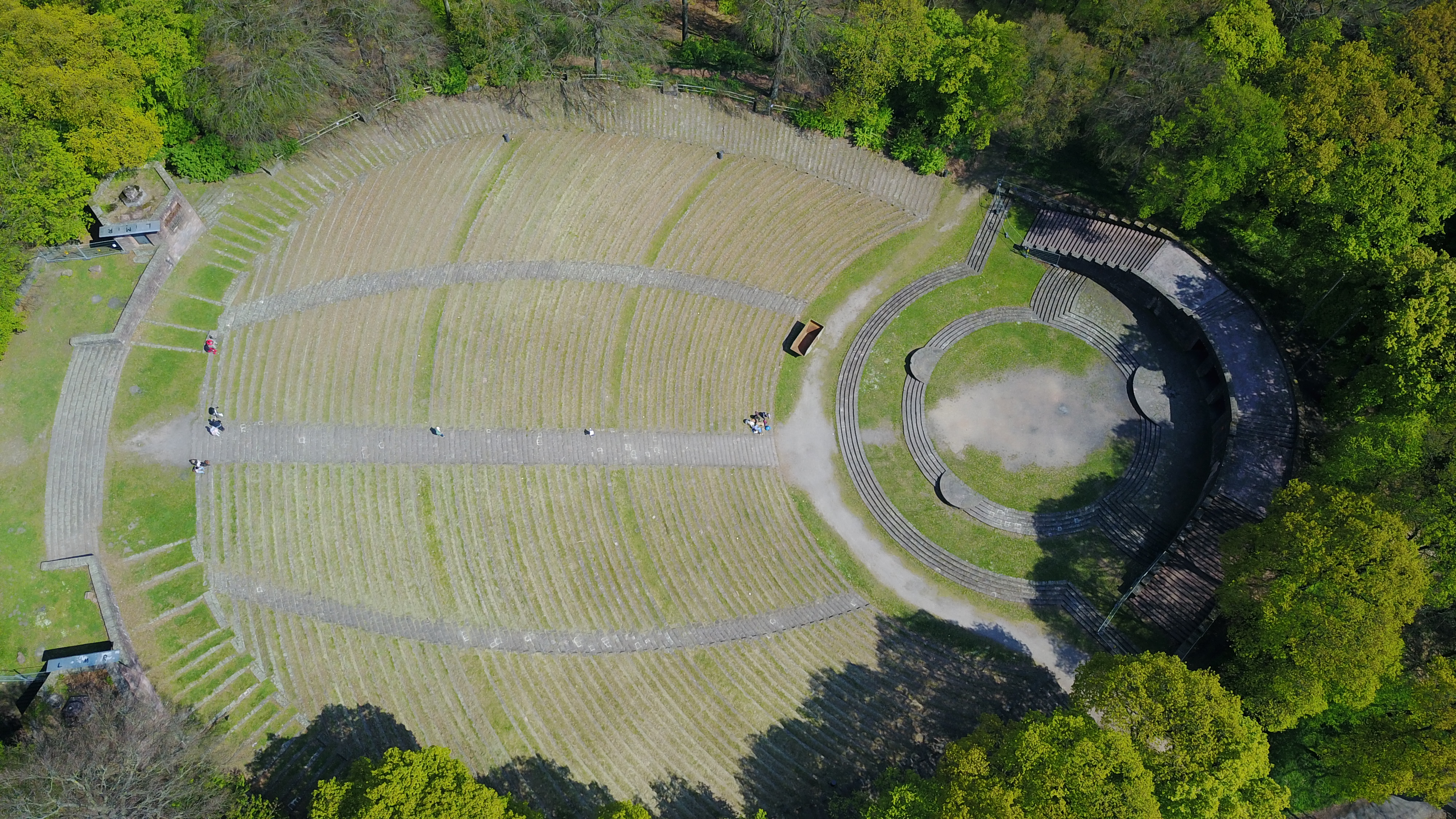
Вид с воздуха
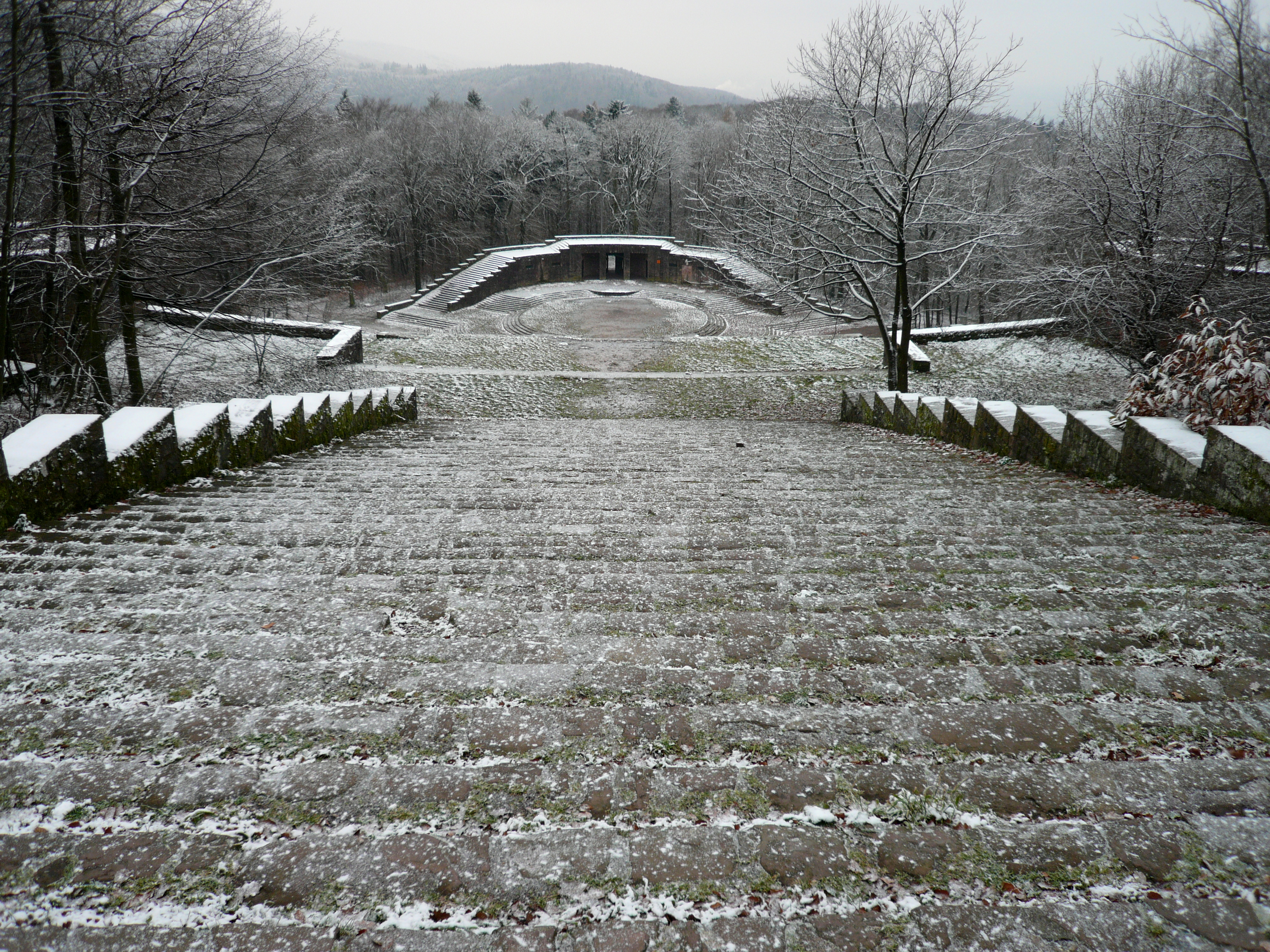
Вид зимой, декабрь 2008
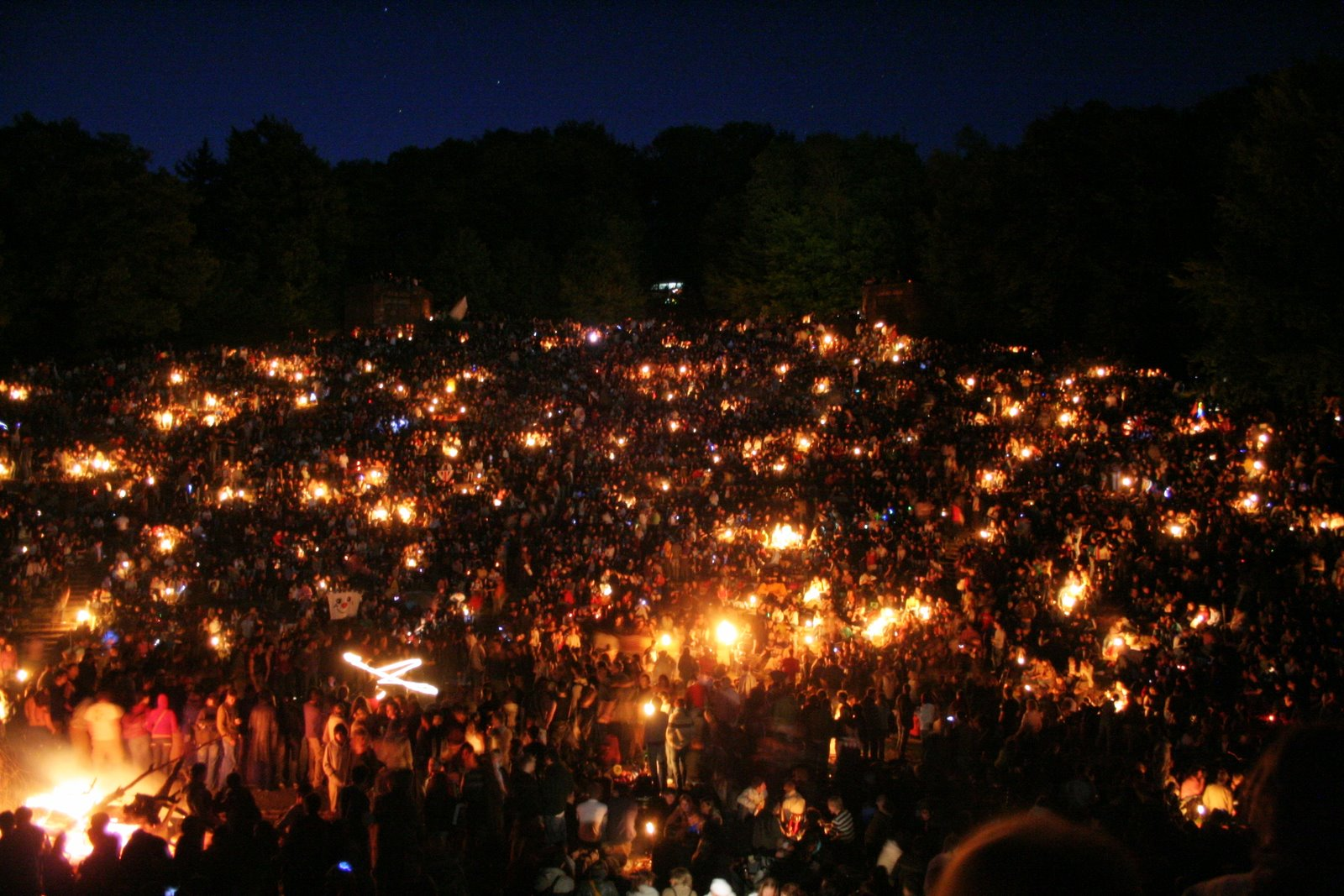
Вальпургиева ночь, 30.04.2007